# Björktjärnen (Färnebo socken, Värmland, 664070-141156)
Björktjärnen är en sjö i Filipstads kommun i Värmland och ingår i Göta älvs huvudavrinningsområde. Sjön har en area på 0,259 kvadratkilometer och ligger 241,5 meter över havet. Sjön avvattnas av vattendraget Saxhyttälven (Stensjöälven).

## Delavrinningsområde
Björktjärnen ingår i det delavrinningsområde (664080-141086) som SMHI kallar för Inloppet i Hyttsjön. Medelhöjden är 281 meter över havet och ytan är 4,16 kvadratkilometer. Räknas de 5 avrinningsområdena uppströms in blir den ackumulerade arean 48,95 kvadratkilometer. Saxhyttälven (Stensjöälven) som avvattnar avrinningsområdet har biflödesordning 3, vilket innebär att vattnet flödar genom totalt 3 vattendrag innan det når havet efter 372 kilometer. Avrinningsområdet består mestadels av skog (87 procent). Avrinningsområdet har 0,26 kvadratkilometer vattenytor vilket ger det en sjöprocent på 6,3 procent.